# Petrowa Niwa

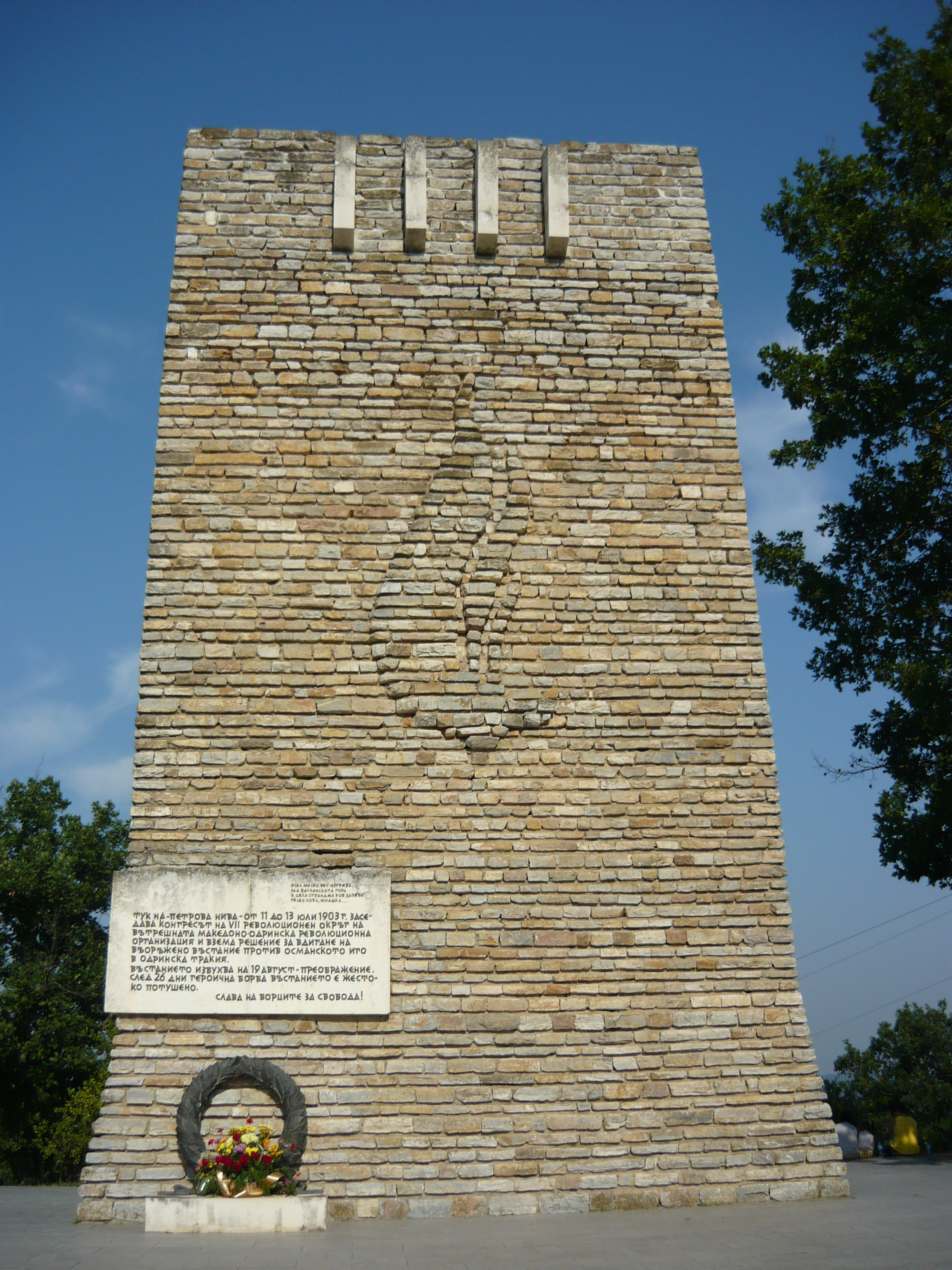
Die Gedenkstätte Petrowa Niwa

Petrowa Niwa (bulgarisch Петрова нива) ist eine historische Gegend im Strandschagebirge in der Nähe von Malko Tarnowo und eines der 100 nationalen touristischen Objekte in Bulgarien. In der Nähe befinden sich die Reste der Festung Mahmulkowo.

## Geschichte

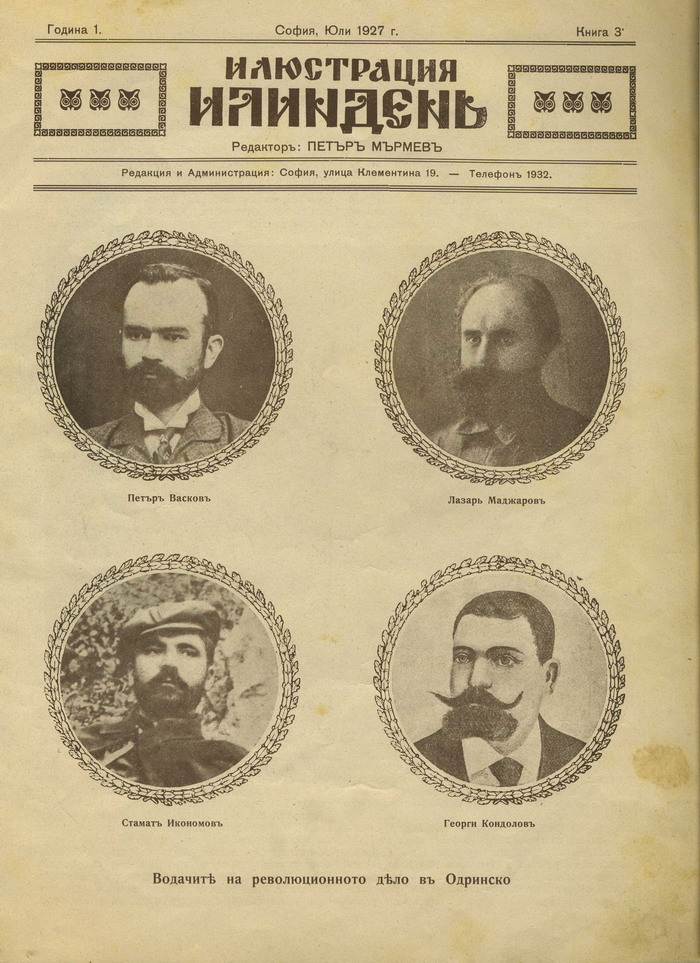
Die Leiter der TMORO in Ostthrakien

Im Laufe des Ilinden-Preobraschenie-Aufstandes, der von der Geheime Makedonisch-Adrianopeler Revolutionäre Organisation (TMORO) gegen das Osmanische Reich vorbereitet wurde, fand hier zwischen 11. und 13. Juli 1903 ein Kongress der Delegierten der „7. revolutionären Region“ statt. Am Kongress nahmen 300 Kämpfer und Mitglieder der Organisation teil. Ziel des Aufstandes war es, so viel wie möglich bulgarische Gebiete zu befreien, um sie zu einem späteren Zeitpunkt, mit Zustimmung der Großmächte, mit dem Fürstentum Bulgarien zu vereinen, sowie den Aufständischen in Westthrakien und Makedonien zu helfen.
Am 5. Augustjul. / 18. August 1903greg. am Tag der Verklärung des Herrn (bulgarisch: Preobraschenie-Tag, der mit dem Elias-Tag namensgebend für den Ilinden-Preobraschenie-Aufstand war) wurde in der Gegend mit der Ausrufung der Republik Strandscha der Auftakt zum Aufstand im östlichen Thrakien im Vilâyet Edirne gegeben. Die Strandscha-Republik organisierte in den folgenden 26 Tage das ganze öffentliche und wirtschaftliche Leben der Region. Die Republik wählte Michail Gerdschikow, Stamat Ikonomow, Lasar Madscharow an ihre Spitze. Die Aufständischen waren schlecht bewaffnet und in der Unterzahl, was zu deren Niederlage führte.
In den letzten Tagen des Aufstandes griff die reguläre türkische Armee in der Gegend Petrowa Niwa mehr als 3000 Kinder, Frauen und Ältere – alles bulgarische Flüchtlinge – an. Das Massaker wird noch heute von der Türkei bestritten.
Heute findet hier die jährliche Hauptgedenkfeier zum Jahrestag des Ilinden-Probraschenie-Aufstandes statt. Während der mehrtägigen Feierlichkeiten treten viele traditionelle Folkloresänger und Tänzer aus der Strandscharegion und Thrakien in ihren typischen Trachten auf.

## Gedenkstätte

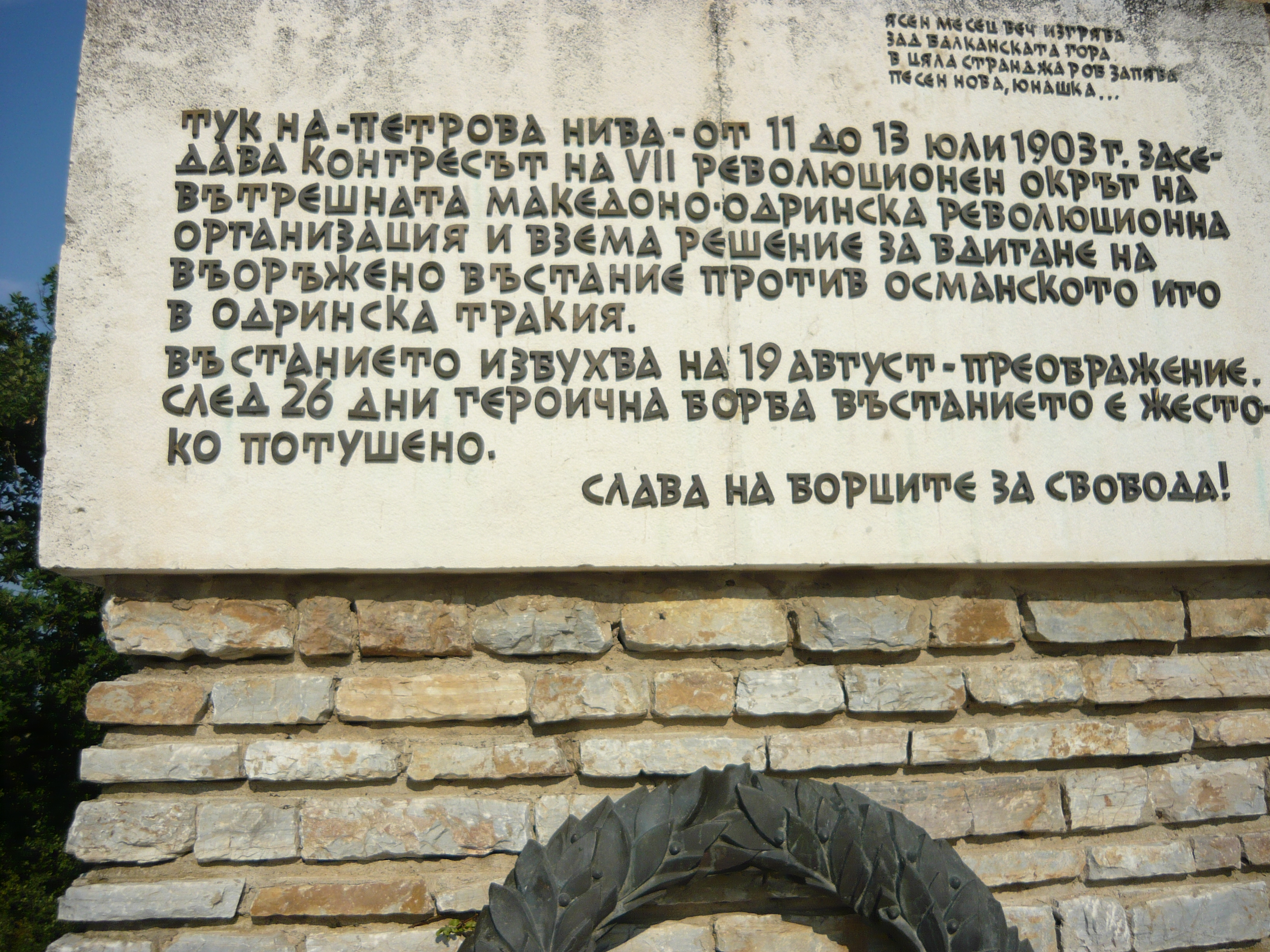
Gedenktafel am Denkmal

Ende der 1950er Jahre wurde hier ein Denkmal und ein Museum errichtet. 2003 wurde zum 100. Jahrestag des Aufstandes die Kirche „Sweta Petka“ eingeweiht. Das Museum ist ganzjährig geöffnet und verfügt über eine reichhaltige Ausstellung, teilweise mit Originaldokumenten, Bildern und Waffen, die mit der Vorbereitung, Durchführung und Niederschlagung des Aufstandes in Thrakien und Makedonien in Verbindung stehen.